# Яараб бін Більараб
Яараб бін Більараб (араб. يعرب بن بلعرب‎; д/н — 16 березня 1723) — імам Оману в 1722—1723 роках.

## Життєпис
Походив з династії Ярубідів. Син імама Більараба бін Султана. Про молоді роки обмаль відомостей. 1720 року Яараб повстав проти свого стриєчного брата — імама Муганни. Невдовзі він захопив Маскат. Потім рушив проти Рустаку, де більшість вояків Муганни залишили його. Наприкінці року імам потрапив у полон, його було ув'язнено, а потім вбито. Яараб бін Більараб відновив на троні Саїфа бін Султана II, а сам отримав посаду хранителя (регента).
У травні 1722 року Яараб повалив імама Саїфа бін Султана II, захопивши трон. Це спричинило повстання під орудою Більараба бін Насира. У вирішальній битві біля міста Нізва імам Яараб зазнав тяжкої поразки. Зрештою 1723 року потрапив у полон, після чого Саїфа бін Султана II було відновлено у владі. Яараба було запроторено до в'язниці. Але невдовзі Більараб бін Насир посварився з Мухаммадом ібн Насиром, шейхом клану аль-Гафірі, що звільнив Яараба, з яким виступив проти Саїфа бін Султана. Втім в березні 1723 року Яараб бін Більараб помер